# یاکی‌سوبا

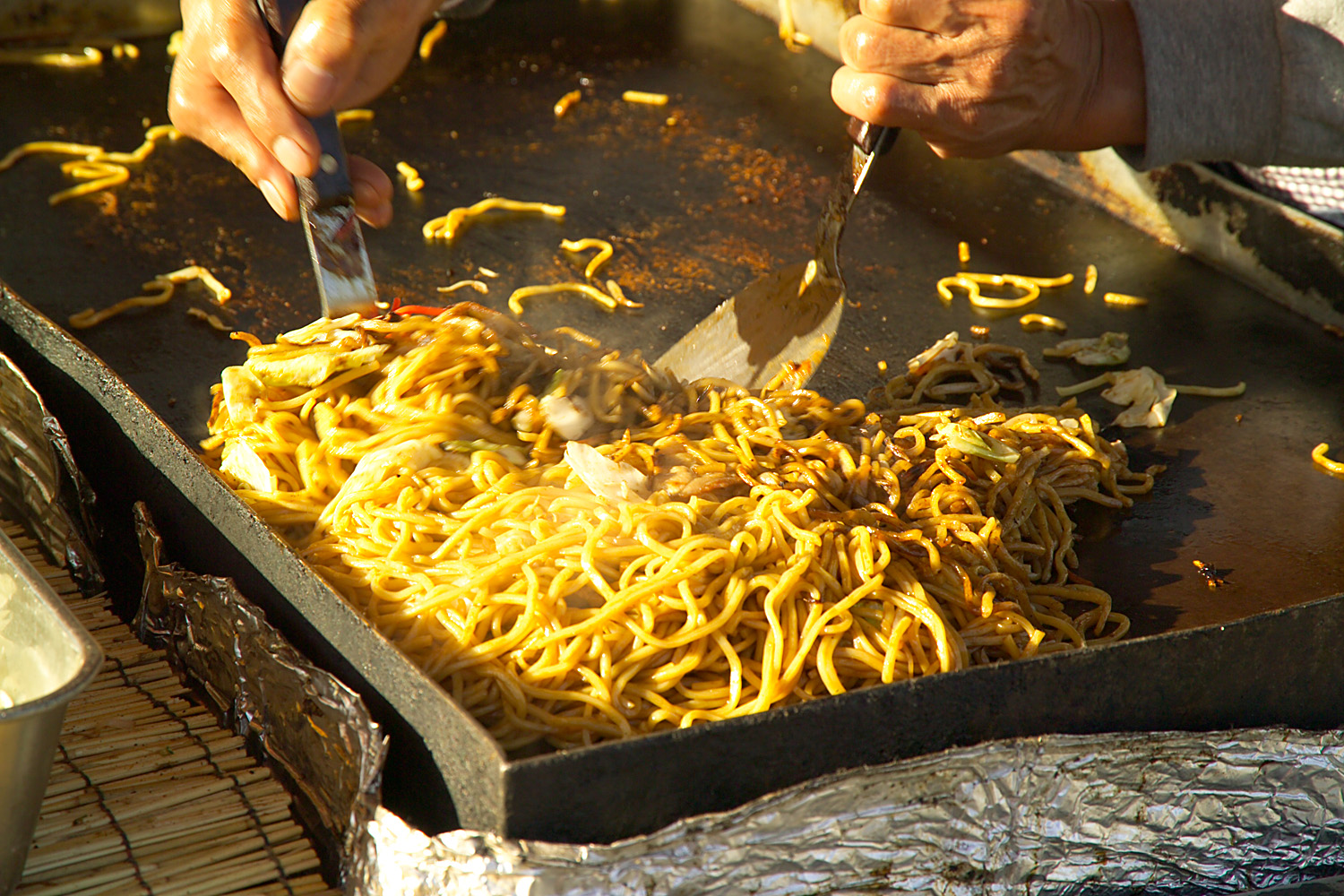
یاکی‌سوبا بر روی صفحه آهنی

یاکی‌سوبا (به انگلیسی: Yakisoba) (به ژاپنی: 焼きそば Soba) یک نوع غذای ژاپنی است که مادهٔ اصلی آن نودل چینی است. در این نوع غذا نودل چینی به همراه گوشت، بخصوص گوشت خوک، کلم‌برگ، جوانه جو و دیگر سبزیجات سرخ می‌شود. در انتها به آن سس یا مواد مزه‌دهنده اضافه می‌شود. یاکی سوبا انواع بسیاری دارد. از مزه‌های اصلی آن مزه‌های نمک، شویو، و مزه با سس مخصوص یاکی‌سوبا که به طور آماده فروخته می‌شود، است.

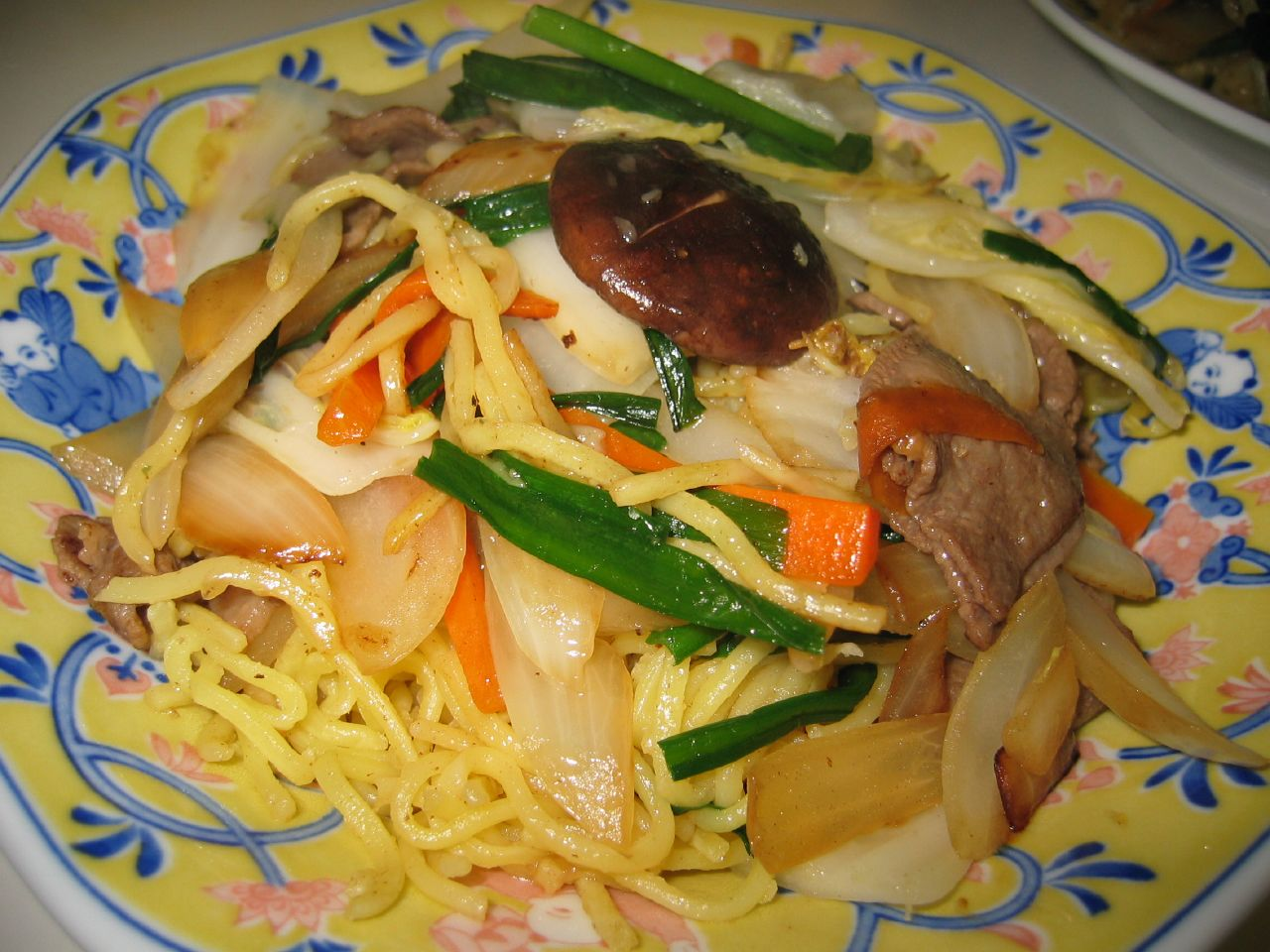
یاکی‌سوبا با مزهٔ نمک
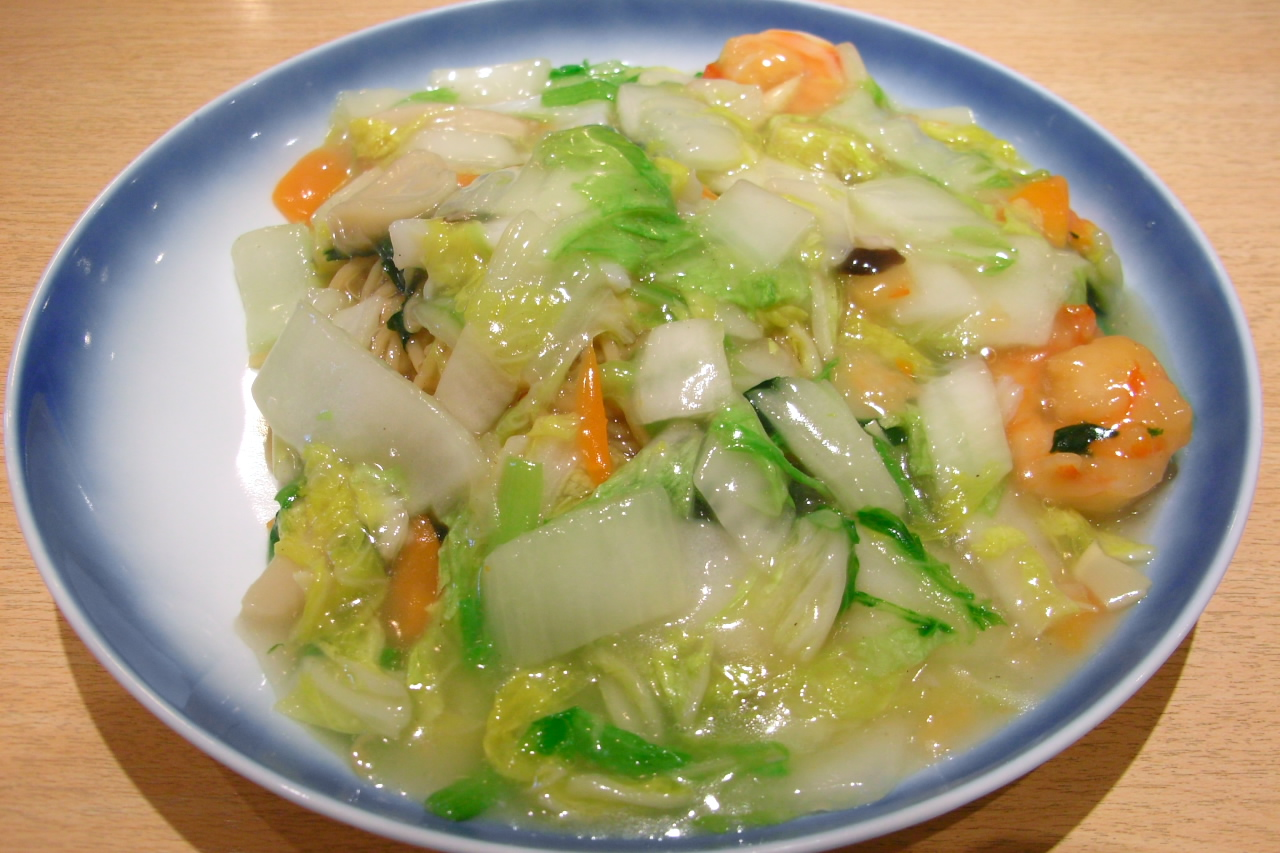
یاکی سوبا همراه با موادغذایی دریایی